# Кропани (Катанцаро)
Кропани (итал. Cropani) је насеље у Италији у округу Катанцаро, региону Калабрија.
Према процени из 2011. у насељу је живело 1456 становника. Насеље се налази на надморској висини од 327 м.

## Становништво
| 1931. | 1936. | 1951. | 1961. | 1971. | 1981. | 1991. | 2001. | 2011. |
| ----- | ----- | ----- | ----- | ----- | ----- | ----- | ----- | ----- |
| 4.033 | 2.954 | 3.616 | 3.614 | 3.580 | 3.377 | 3.659 | 3.286 | 4.306 |